# Mjörn (sø)
Mjörn er en sø beliggende i kommunerne Alingsås og Lerums kommuner i Västergötland i Sverige, 
Mjörn er 55 km² stor og er op til 48 meter dyb. Den er 16 km lang 7 km på det bredeste. Dette gør den til den næst største sø inde i Västergötland (efter Unden). Søen ligger 58 m over havet. I Mjörn findes omkring 60 øer som er navngivne. Ved øens østre strand ligger Alingsås og Västra Bodarna og ved den vestre Sjövik og Björboholm. Søen er ikke fuldt reguleret, så vandstanden kan variere ganske kraftigt. 
Den får vand fra blandt andet Anten og Ålandasjön i nord og Säveån gennem Alingsås. Den fortsætter i Säveån ved Solveden og kraftværket i Norsesund. Den fortsætter siden i søen Sävelången, og Säveån fortsætter gennem Lerums og Partille kommuner og ud i Göta älv i det nordlige Göteborg. 
Rundt om Mjörn findes flere værdifulde biologiske, geologiske og kulturhistoriske områder, og der er flere fuglebeskyttelsesområder.